# Camilla nigrifrons
Camilla nigrifrons är en tvåvingeart som beskrevs av Collin 1933. Camilla nigrifrons ingår i släktet Camilla och familjen gnagarflugor. Inga underarter finns listade i Catalogue of Life.